# Bataille de Flavion
Seconde Guerre mondiale,
Bataille de France
Batailles
- Drôle de guerre
- Évacuation des civils de la ligne Maginot
- Mobilisation
- Offensive de la Sarre
- Baie de Heligoland
- Incident de Mechelen
- Plan Jaune
- Plan Dyle
- Luxembourg
- Ében-Émael
- Hannut

- Sedan
- Dinant
- Monthermé
- Givet
- La Horgne
- Gembloux
- Flavion
- Louvain
- Charleroi

- Stonne
- Montcornet
- La Sambre
- Arras

- L'Escaut
- Amiens
- La Lys
- Massacre de Vinkt
- Boulogne-sur-Mer
- Calais
- Poche de Lille
- Massacre du Paradis
- Abbeville
- Dunkerque
- Capitulation belge

- L'Aisne
- L'Ailette
- Opération Paula
- l’Exode
- Pont-de-l'Arche
- Opération Cycle
- Opération Ariel

- Les Alpes
- Vallon du Seuil
- Bombardement de Toulon
- Opération Vado
- La Loire
- Saumur
- La vallée du Rhône
- Bombardements de Marseille
- Menton (Pont-Saint-Louis)
- Combats aériens en Suisse
- Armistice du 22 juin

La bataille de Flavion est un combat opposant des unités blindées françaises et allemandes le 15 mai 1940 autour de Flavion et de Florennes, près de Charleroi en Belgique, dans le cadre de la bataille de France. Il s'agit de la deuxième bataille de chars de mai-juin 1940 après la bataille de Hannut (12-14 mai), précédant celle de Montcornet (17 mai).
L'enjeu pour les Français est la résorption de la tête de pont de Dinant établie par les Allemands depuis deux jours, ou au moins de stopper son extension. Mais la bataille de Flavion se solde par la destruction rapide des unités blindées françaises engagées, mettant en exergue leurs défauts par rapport à leurs homologues allemandes : inadéquation du ravitaillement, coopération interarmes insuffisante, faiblesses des transmissions (notamment la radio dans les chars) malgré les qualités certaines des blindés français,.
La victoire des blindés allemands à Flavion leur ouvre la voie vers la frontière française, où ils perceront le secteur fortifié de Maubeuge dans la foulée.

## Contexte historique
Le 10 mai 1940, le Troisième Reich lance une grande offensive sur les Pays-Bas, le Luxembourg, la Belgique et la France dans ce qui sera appelé la bataille de France.
Les Allemands appliquent le plan jaune : leur groupe d'armées B attaque les Pays-Bas et avance dans la plaine belge, y attirant ainsi l'aile marchante des Franco-Britanniques qui suivent le plan Dyle-Bréda prévu dans le cas d'une telle offensive allemande dans les pays neutres. Dans le même temps, le groupe d'armées A allemand, avec en premier échelon ses formations de chars (la Gruppe Hoth et la Panzergruppe von Kleist), lance l'attaque principale au centre de la ligne de front, à travers les Ardennes, et atteint ainsi la Meuse le 12 au soir, la franchissant en force le lendemain.

## Prélude à la bataille

### Progression des chars allemands de Dinant vers Philippeville

Situation générale le 14 mai 1940 au soir des 1re, 9e, et 2e armées françaises attaquées par les corps blindés allemands, avec le mouvement de la 1re DCr pour réduire la tête de pont établie par Hoth.

Ainsi, la Gruppe Hoth (XV. Armee-Korps (mot.) du général Hoth) traverse le fleuve (face à la 9e armée française du général Corap) au niveau de Houx et Bouvignes (situés au nord de Dinant), établissant le 13 une tête de pont profonde jusqu'à Haut-le-Wastia et Onhaye, repoussant devant lui le 11e corps d'armée français du général Martin et le 2e corps d'armée.
La Gruppe Hoth est constituée de deux divisions blindées : au nord la 5e Panzerdivision de Max von Hartlieb-Walsporn, au sud la 7. Panzer-Division d'Erwin Rommel. Le lendemain, bientôt flanquées par les divisions d'infanterie qui arrivent peu à peu sur la Meuse, les divisions de Hoth cherchent à progresser vers l'ouest : la 5. Panzer-Division progresse peu dans cette direction mais la 7. Panzer-Division avance jusqu'à Anthée, au sud-est de Flavion et menace de percer sur la route de Philippeville.

### Arrivée de réserves françaises en vue d'une contre-attaque
Pendant ce temps, le matin du 14, le groupe d'armées no 1 français, jusqu'alors focalisé par la situation préoccupante à Gembloux où combat la 1re armée, enlève à cette dernière la 1re division cuirassée (1re DCr) de Marie-Germain-Christian Bruneau pour la diriger en soutien du 11e corps d'armée (9e armée), devant la menaçante tête de pont de Dinant établie par la Gruppe Hoth qu'il faut empêcher d'une progression plus en avant vers Philippeville.
Bruneau se voit ainsi confié par Corap la mission de contre-attaquer le soir même du 14. Il prépare ainsi une attaque qui a pour objectif, en partant du nord de Flavion, d'atteindre « la région du bois de Weillen » et de « dégager le front du [11e] corps d'armée ». Cette première attaque, menée seulement par la 1re DCr doit être un « coup de boutoir dans le dispositif ennemi [pour] le désorganiser et [pour] l'arrêter dans son mouvement en avant ».
Pour le lendemain est prévue une attaque aux objectifs de plus grande envergure avec deux régiments de tirailleurs de la 4e division d'infanterie nord africaine (4e DINA) du général Sancelme. Cette division, en réserve du 11e corps d'armée depuis le 10 mai, vient de monter en ligne dans l'après-midi du 14 face à la 7. Panzer-Division. L'attaque ainsi prévue avec ces deux divisions a pour objectif « de rejeter l'ennemi au-delà de la Meuse et de nettoyer complètement toute la région ouest de ce fleuve ».
Mais la 1re DCr qui fait route depuis Fleurus où elle était en réserve de la 1re armée, n'arrive pas entièrement à temps sur place à cause de l'encombrement des itinéraires de cette armée et du retard qu'a mis l'ordre de déplacement à parvenir à certaines unités. Première arrivée, la demi-brigade lourde doit ravitailler pour attaquer mais le train de ravitaillement de la division n'arrive, comme la demi-brigade légère, que dans la nuit jusqu'au lendemain matin, la contre-attaque du soir du 14 mai est donc impossible. L'arrivée de la DCr n'est néanmoins pas détectée par les Allemands.
Puis c'est l'attaque du lendemain qui est compromise par un ordre de la 9e armée, qui fixe au soir du 14 de nouveaux objectifs défensifs à la 4e DINA car dans la journée l'aile droite du 11e corps d'armée vient d'être repoussée de la Meuse qu'elle tenait encore autour de Givet,. Ainsi, sans autre support d'infanterie que son bataillon de chasseurs portés, la 1re DCr n'a plus les moyens de l'attaque prévue et reçoit finalement l'ordre par le général Martin de se tenir en retrait « pour agir en contre-attaques limitées afin de maintenir l'intégrité du front ».

## Forces en présence

### 1redivisioncuirassée
1re demi-brigade lourde :

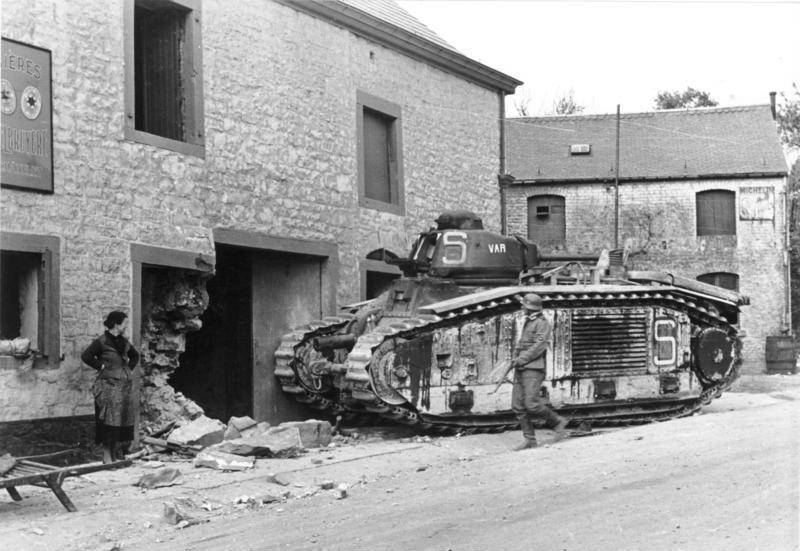
Char français B1 bis, baptisé « Var », du 37e BCC abandonné sur panne à Ermeton le 14 mai 1940 à la veille de la bataille.

- 28e bataillon de chars de combat (28e BCC, 35 chars Renault B1-bis) ;
- 37e bataillon de chars de combat (35 chars Renault B1-bis) ;

3e demi-brigade légère :
- 25e bataillon de chars de combat (45 chars Hotchkiss H-39) ;
- 26e bataillon de chars de combat (45 Hotchkiss H-39) ;

5e bataillon de chasseurs portés (BCP) ;
305e régiment d'artillerie tout-terrain (RATT, trois groupes de 105 mm).

### XV. Armee-Korps (mot.)
5. Panzer-Division
Panzer-Brigade 5
- Panzer-Regiment 15 (ne participe pas à la bataille étant encore sur la rive orientale de la Meuse[1])
- Panzer-Regiment 31 (2 bataillons de chars soit au 10 mai 1940 : 105 Panzer I et II, 44 Panzer III et IV, 11 chars de commandements[8])

Schützen-Brigade 8
- Schützen-Regiment 13 (deux bataillons de fusiliers)
- Schützen-Regiment 14 (deux bataillons de fusiliers)

Artillerie-Regiment 116 (trois groupes)

Panzer-Jäger-Abteilung 53 (bataillon antichar)

Panzer-Aufklärung-Abteilung 8 (bataillon de reconnaissance)

Panzer-Pioner Bataillon 89 (bataillon de pionniers)
7. Panzer-Division
Panzer-Regiment 25 et Panzer-Abteilung 66 (3 bataillons de chars soit au 10 mai 1940 : 102 Panzer I et II, 91 Panzer 38(t), 24 Panzer IV, 8 chars de commandements)

Schützen-Brigade 7
- Schützen-Regiment 6 (deux bataillons de fusiliers)
- Schützen-Regiment 7 (deux bataillons de fusiliers)

Artillerie-Regiment 78 (trois groupes)

Panzer-Jäger-Abteilung 42 (bataillon antichar)

Panzer-Aufklärung-Abteilung 37 (bataillon de reconnaissance)

Panzer-Pioner Bataillon 58 (bataillon de pionniers)

## Déroulement de la bataille

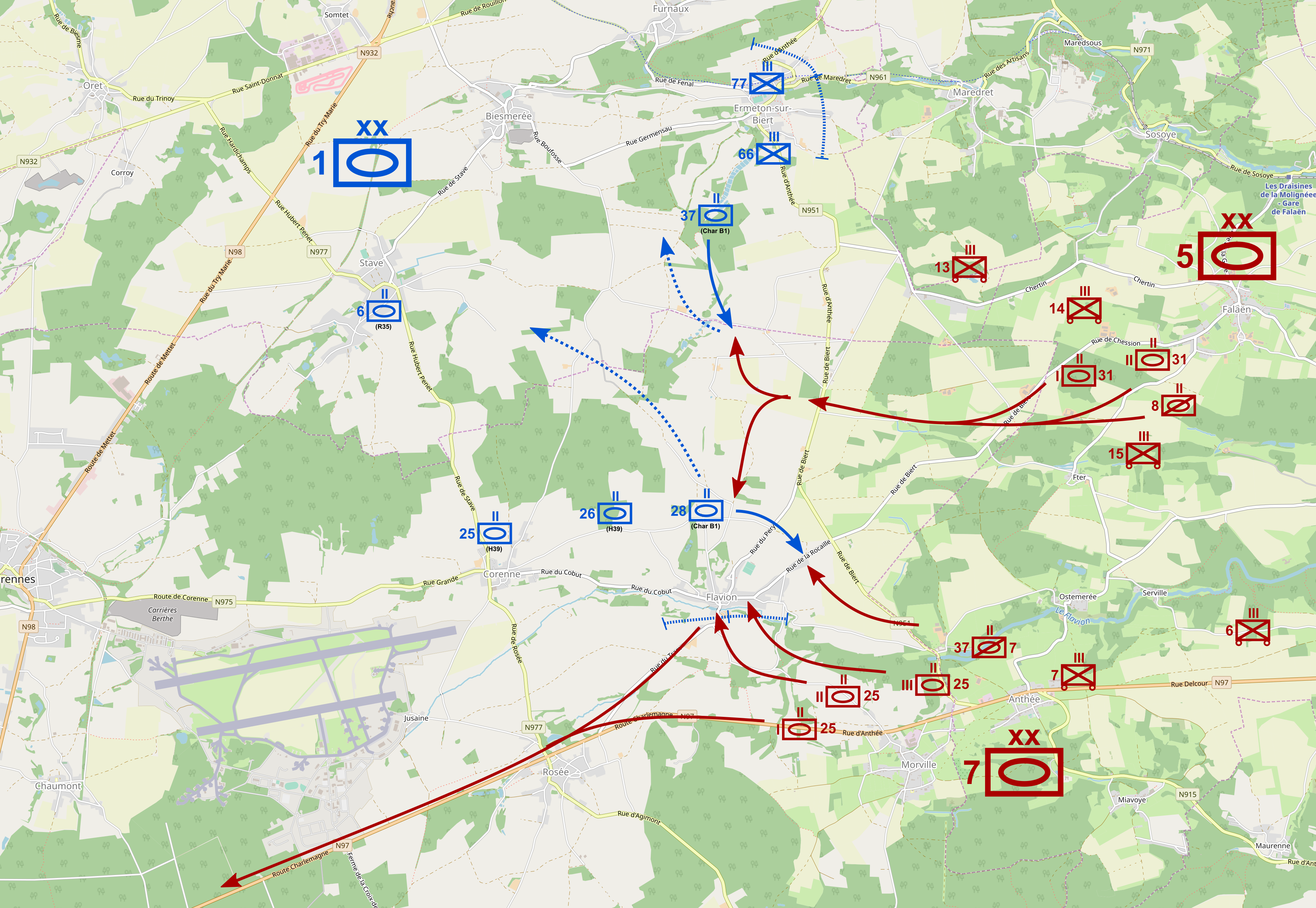
Carte de la bataille

Le 15 mai à l'aube, la 1re division cuirassée est déployée face à l'est avec sa demi-brigade lourde en avant, le 37e BCC étant au sud d'Ermeton tandis que le 28e BCC est au nord de Flavion. La demi-brigade légère (les chars H39) est placée en retrait, le 26e BCC au sud-ouest de Stave et le 25e BCC au nord de Corenne. Enfin, le bataillon d'infanterie (5e BCP) et les groupes d'artillerie (305e RATT) sont à l'arrière près de Florennes, le PC divisionnaire est à Stave.
En raison du retard du train de ravitaillement, seul le 37e BCC a pu se ravitailler en essence dans la nuit. Les chars des autres bataillons devront faire le plein pendant des combats. Ce manque de carburant ne permet pas à la 1re DCr d'appliquer l'ordre venant du général Martin de se tenir plus en retrait à l'ouest, seul le 305e RATT se replie vers Erpion à l'exception temporaire de la 7e batterie.
La première unité allemande qui arrive au contact des unités françaises au petit matin est le Panzer-Regiment 25 de la 7. PzD, qui venant de Morville rencontre le 28e BCC autour de Flavion : les blindés légers allemands ne faisant pas le poids face aux B1-bis, les Allemands engagent leurs canons antichars pour se défendre. Par ailleurs les chars du 28e BCC, faute de carburant en quantité suffisante, ne peuvent empêcher la progression de la 7. PzD vers Philippeville. Celle-ci menace ainsi le 25e BCC de débordement, qui se replie donc, mettant de fait le 28e BCC dans une situation similaire ; la 2/28e BCC contre attaque alors mais échoue face au nombre, le 28e BCC doit se replier à son tour. Ses chars, n'ayant plus de carburant, se fixent sur des hauteurs d'où ils tiennent en respect les Allemands.
Le général Bruneau envoie la 2e compagnie (douze chars) du 37e BCC en renfort auprès du 28e, mais elle est bloquée au sud de Biert de front par les chars de la 7. PzD et attaquée de flanc par ceux du Panzer-Regiment 31 de la 5. PzD : les douze chars français sont perdus.
Pressé de poursuivre vers l'ouest, le général Hoth donne l'ordre à la 5. PzD de s'occuper de la division française, tandis que la 7. PzD doit se lancer vers Philippeville. La division du général Rommel décroche donc vers le sud-ouest à partir de 10 h, défilant à côté du dispositif français qui la tient encore en partie sous son feu, malgré l'intervention de l'artillerie et de l'aviation allemande. La seule batterie d'artillerie française cause notamment des difficultés aux Allemands, mais faute de nouveaux ordres, elle se replie à 11h. De son côté, la division du général von Hartlieb-Walsporn se regroupe pour l'assaut : en début d'après-midi, sa Panzer-Brigade 5 est prête.
Soutenus par les canons antiaériens de 88 mm utilisés en antichars, par les bombardiers en piqué et par l'artillerie de 105 mm divisionnaire, les chars allemands mettent en déroute d'abord le 28e BCC autour de Flavion ; puis c'est au tour des 37e et 26e BCC d'Ermonton à Stave. L'ordre de repli est finalement donné par le général Bruneau à 16 h. La 1re DCr a perdu dans l'affaire la majorité de ses chars : par exemple le 28e BCC perd 22 de ses 35 B1-bis dans la journée, soit mis hors de combat par les Allemands, soit en panne sèche (dans ce cas incendiés lors des replis) ; le 35e BCC perd ses derniers chars à Beaumont le lendemain. Seul le 25e BCC a été relativement épargné, disposant encore de la moitié de son effectif.

## Conséquences
La 1re DCr est contrainte de se replier à l'ouest sur Solre-le-Château. À l'issue de ses combats à Flavion, elle a perdu environ 100 chars, le 28e BCC est anéanti et il ne reste plus qu'une compagnie aux 26e et 37e BCC. De leur côté les Allemands ont perdu entre 60 et 100 chars, 20 automitrailleuses et 20 canons antichars.
Le lendemain, la 1re DCr tente de défendre Beaumont mais doit à nouveau se replier abandonnant la dernière compagnie du 37e BCC, une du 25e BCC ainsi que deux batteries du 305e RA. Le 18 mai, le général Bruneau et une partie de son état-major est capturé à Bantouzelle.
À partir du 31 mai, dans la région d'Esternay à 15 km à l'ouest de Sézanne, le général Welvert reconstitue à partir des débris et de renforts une nouvelle 1re DCr qui sera ensuite redéployée dans l'Oise afin de protéger la 7e armée française.